# Короткошерста європейська кішка
Короткоше́рста європе́йська кі́шка — порода домашніх кішок, виведена у 1982 році безпосередньо від широко розповсюджених котів. Тримають здебільшого на території Європи. Європейський короткошерстий кіт близько споріднений з британською короткошерстою породою.

## Історія виводу
Походження європейської кішки доволі неясне. Припускають, що ця порода є прямим нащадком приручених єгипетських кішок, які потрапили до Греції близько 500 років до нашої ери. Короткошерсті європейські кішки швидко поширились на північ до території Швеції і оселилась там в 370-600 роках нашої ери. У часи Середньовіччя будова цих котів змінилась і стала набагато міцнішою від свого предка — єгипетської кішки. У 1982 році порода зареєстрована під назвою «короткошерста європейська кішка».

## Опис тіла
Тіло короткошерстої європейської кішки в порівнянні з іншими середнього розміру. Вуха середньої величини, гострі або заокруглені всередину. Очі округлі, з подовгастою зіницею. Забарвлення очей від темно-синього до яскраво-зеленого кольорів. Вуса чорного або білого забарвлення, довжиною до семи см. Ротова порожнина невеликого розміру. Губи малого розміру, забарвлені чорним, білим або рожевим кольорами. Довжина тулуба сягає 30 см без хвоста; з хвостом — 50 см.
Найчастіше європейські коти зустрічаються зі змішанням чорних і білих ліній. Рідше зустрічаються із темно-рудим, або суцільно-рудим забарвленням. Останнім часом цих тварин схрещують з іншими породами, через що короткошерсті європейські кішки набувають плямисте чорно-біле забарвлення.

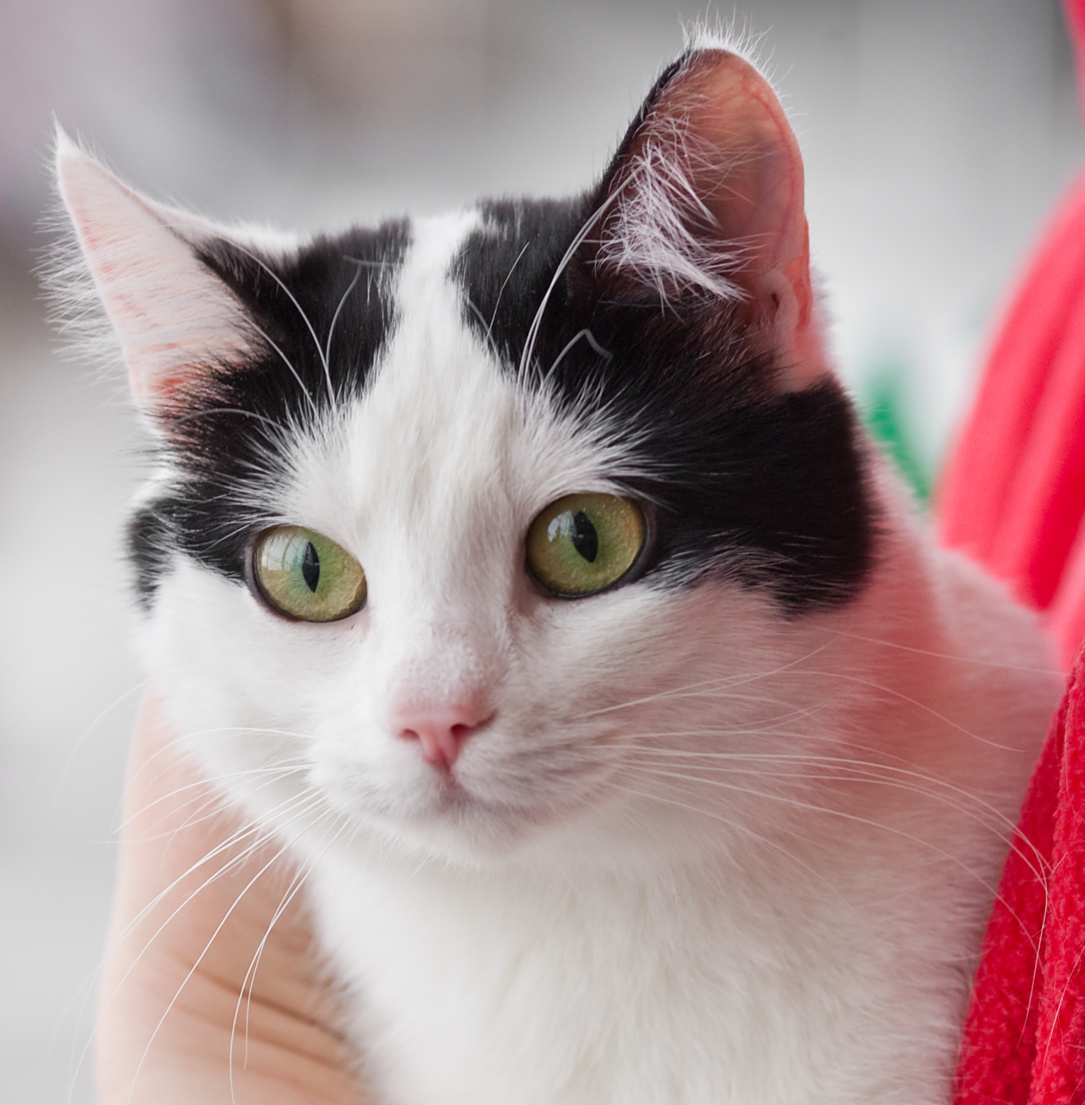
Короткошерста європейська кішка з плямистим чорно-білим забарвленням
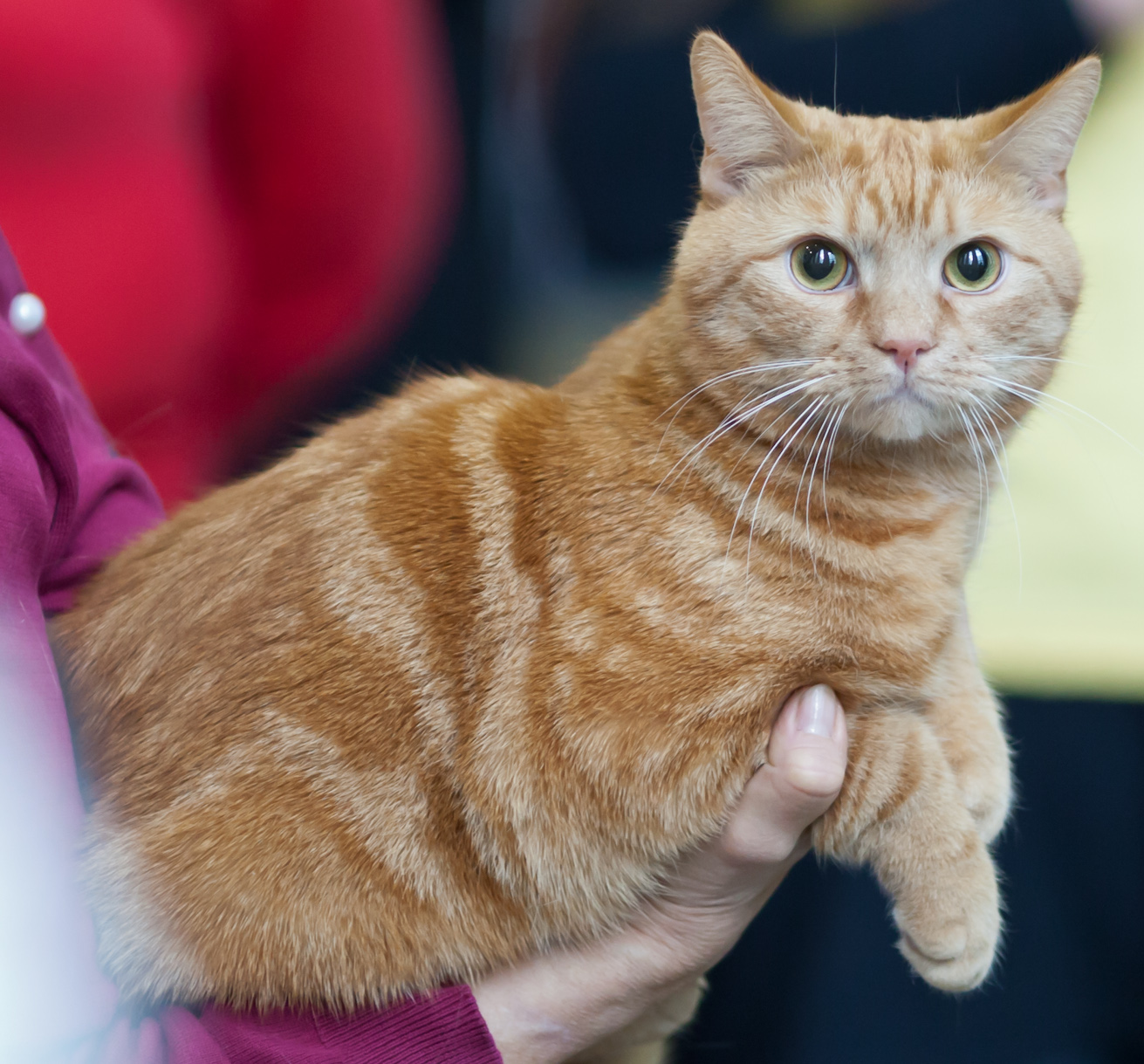
Руда європейська кішка
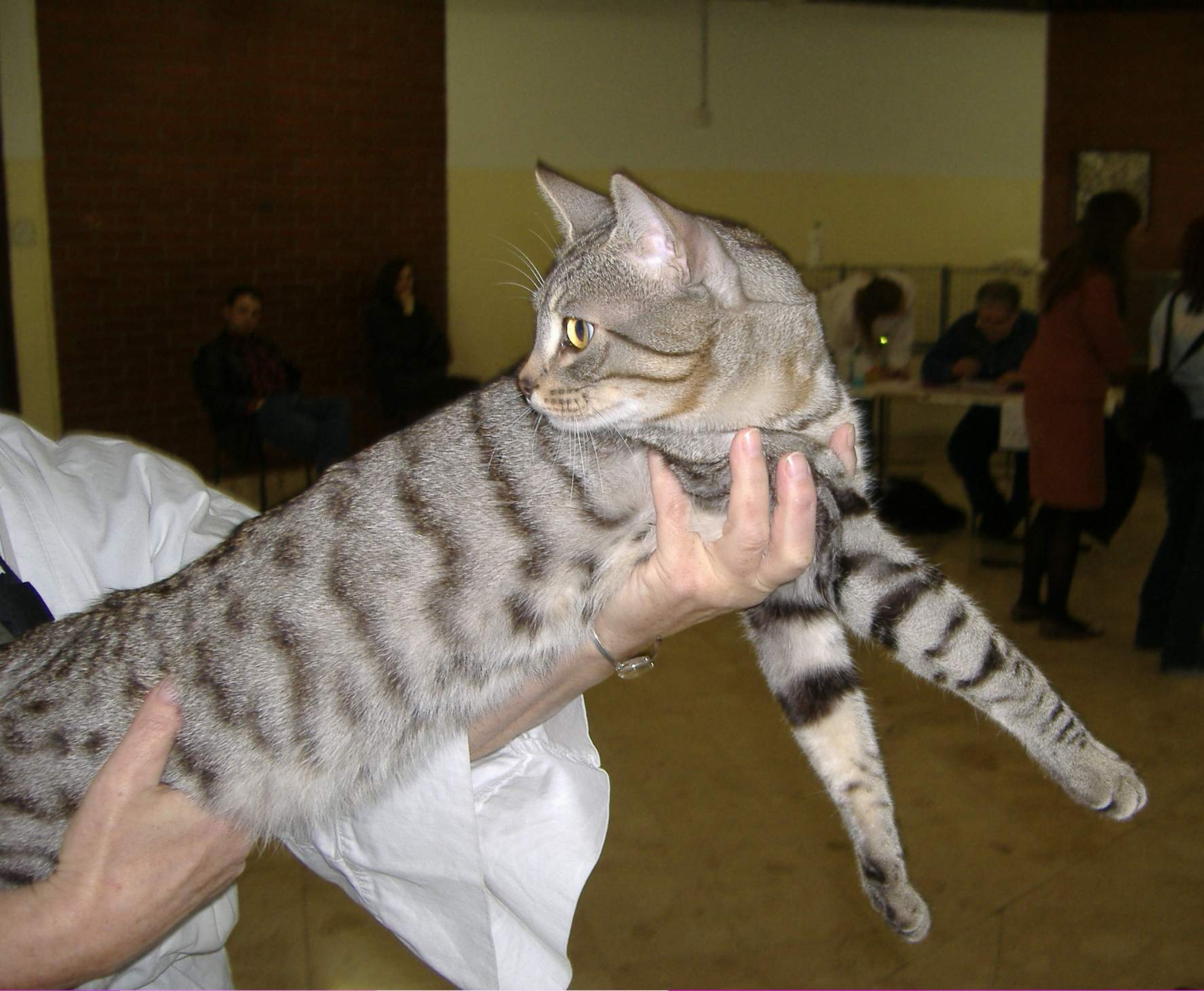
Короткошерста європейська кішка з чорно-білими лініями

### Відмінність від єгипетської кішки

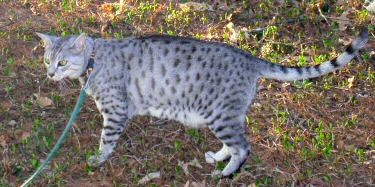
Єгипетська мау. Відрізняється забарвлення
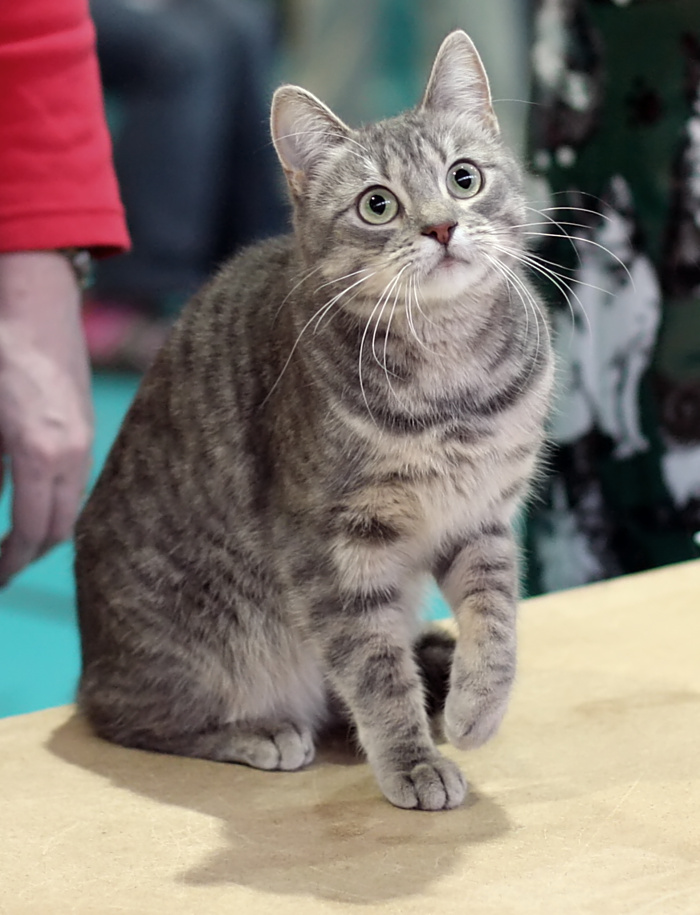
Короткошерста європейська кішка. Відрізняється кліматичними пристосуваннями

### Вага
Середня вага дорослого самця короткошерстої європейської кішки сягає 4 кг. Маса дорослої кішки сягає 3 кг, вагітної — 4 кг.
Вага новонародженого кошеняти становить в середньому 300 грамів.

## Умови виживання
Європейські кішки дуже вибагливі до температури. Температура нижче нуля за Цельсієм може сприяти млявості котів, або захворюванню. Невибагливі до їжі. Самиця приводить від одного до семи кошенят. Часто за несприятливих умов котенята не виживають. Статева зрілість кота і кішки настає у віці одного року.

## Використання людьми
Харчуються дрібними гризунами. Люди у сільській місцевості тримають кішок для знищення мишей. На відміну від інших порід кішок, європейська короткошерста кішка дуже ефективна в полюванні. У містах, де миші в оселях не водяться, використовують як домашніх тварин.

## Світлини

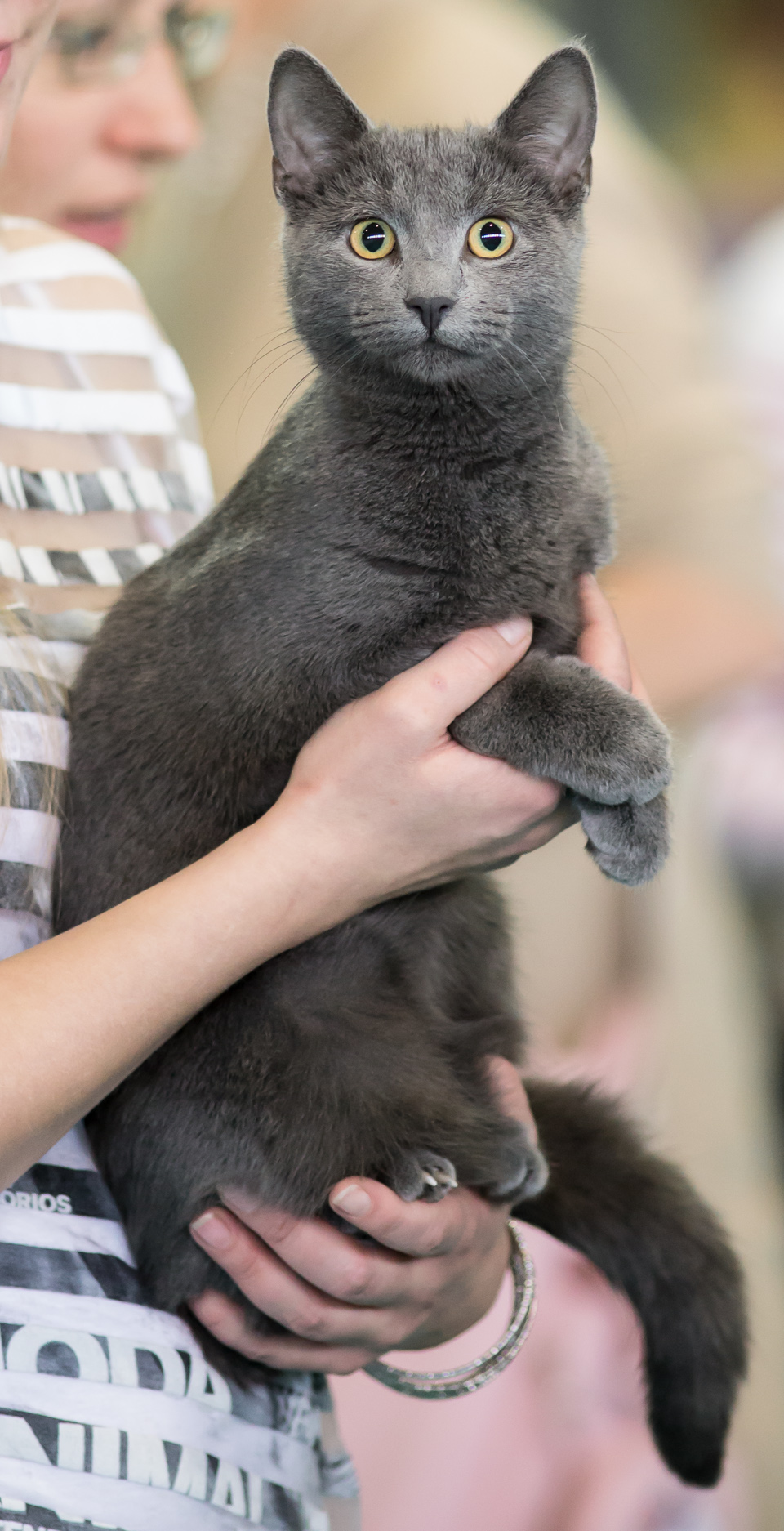
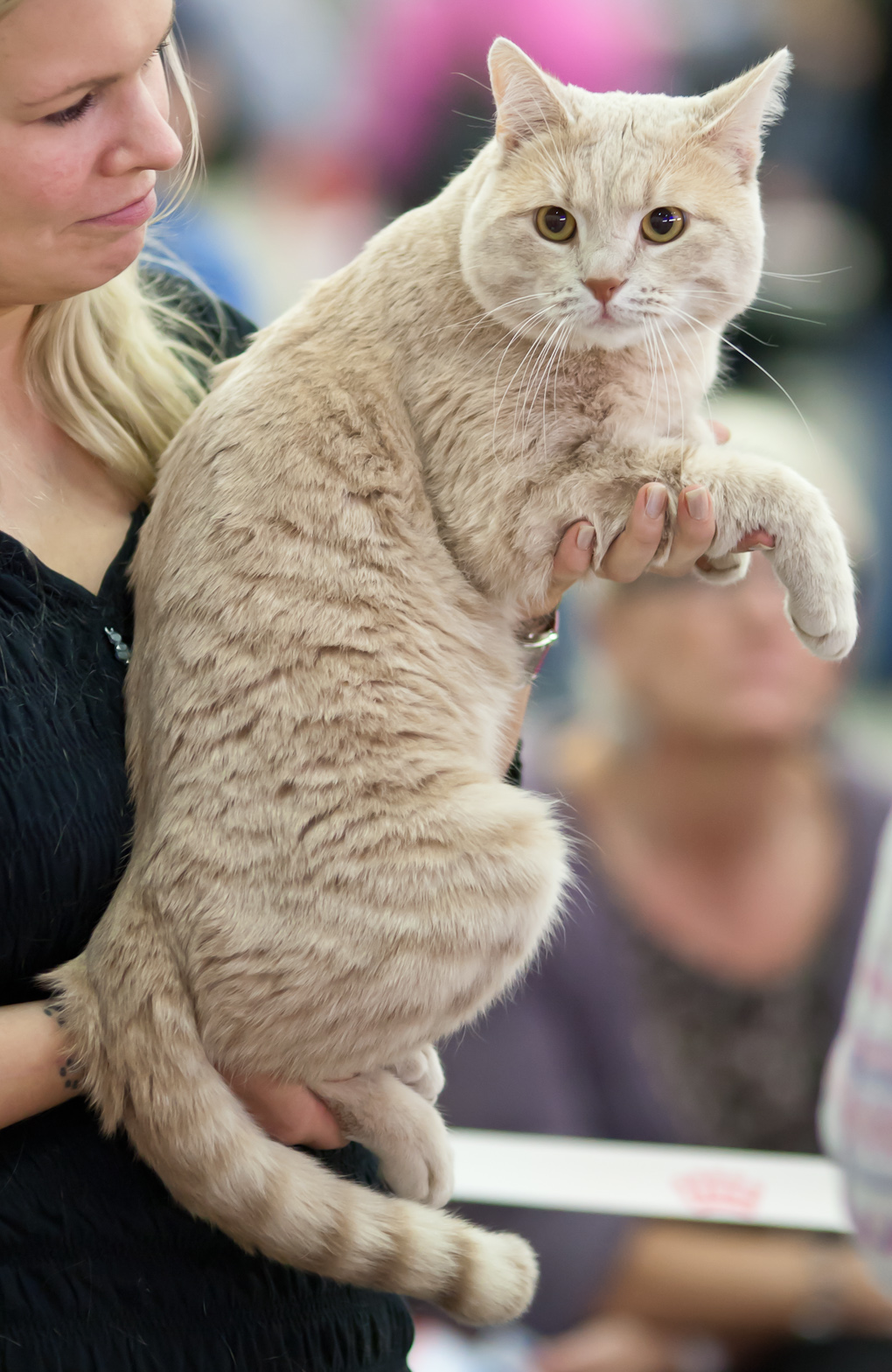
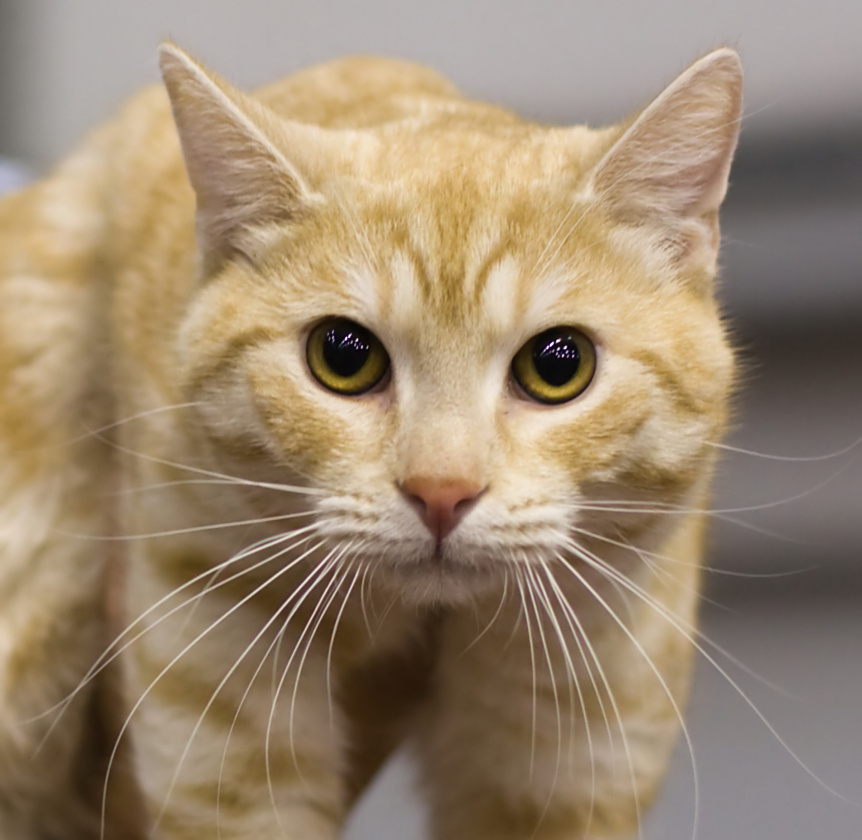
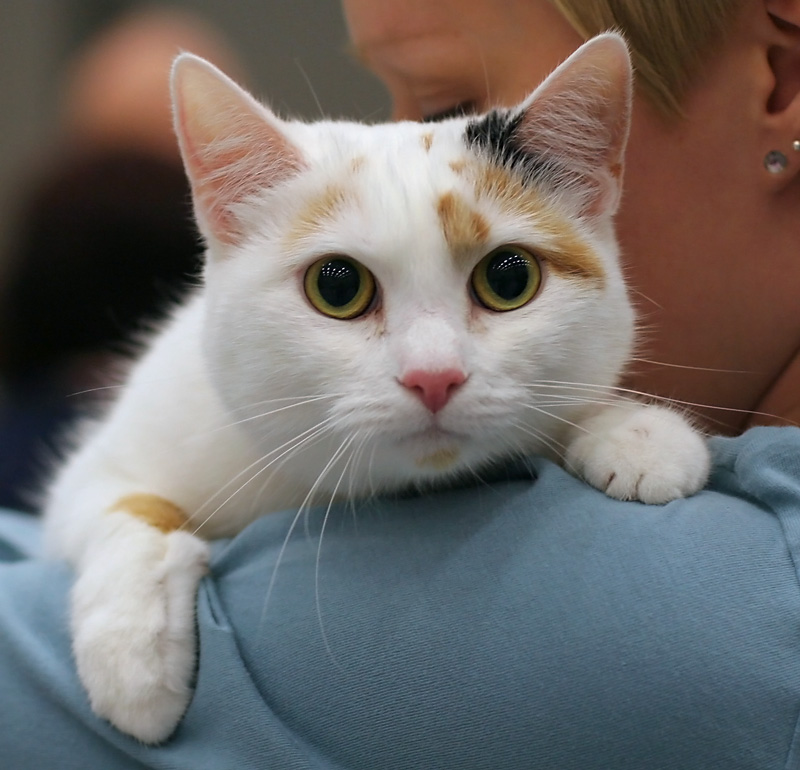
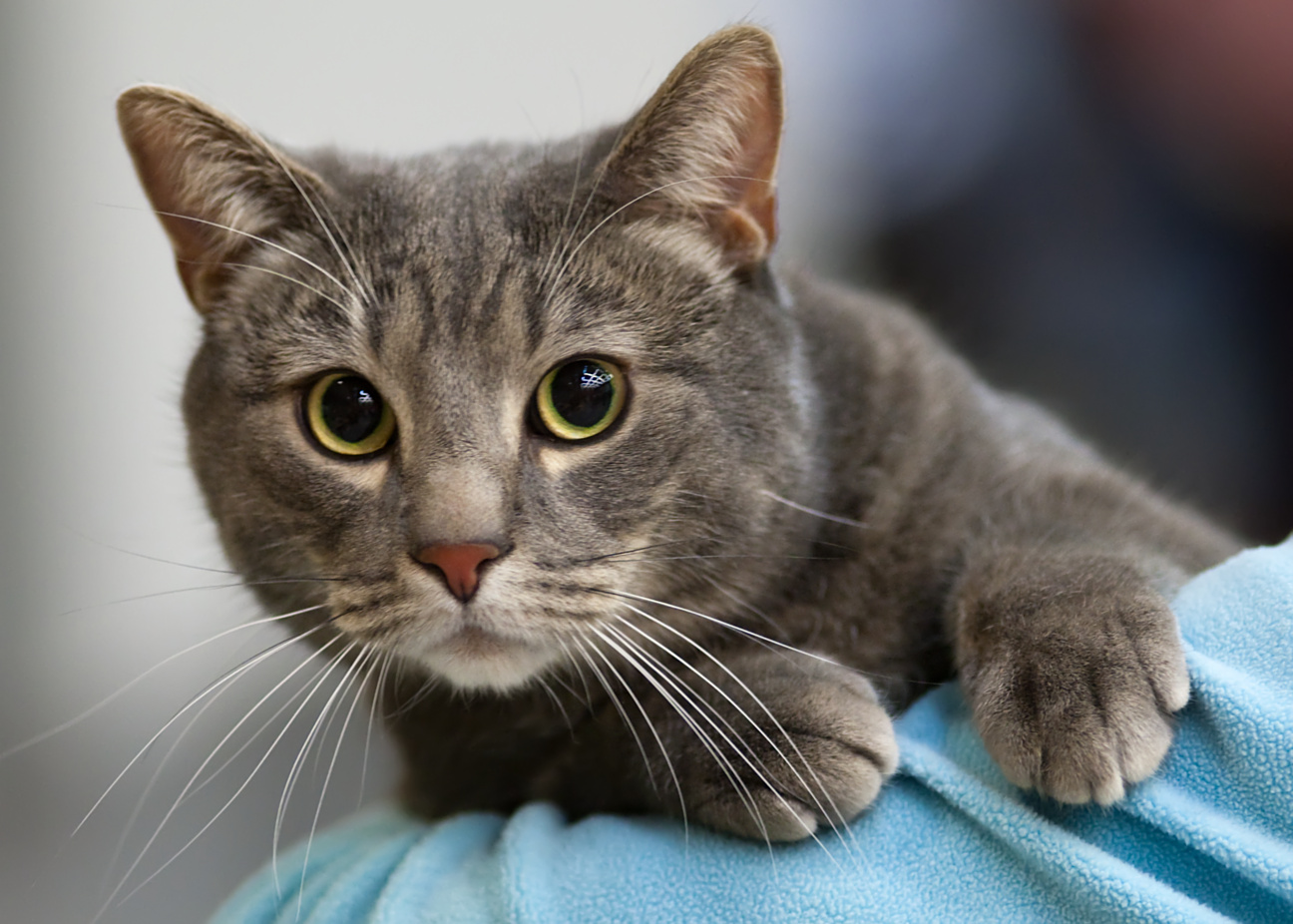